# Potentilla xizangensis
Potentilla xizangensis är en rosväxtart som beskrevs av Tse Tsun Yu och C.L. Li. Potentilla xizangensis ingår i Fingerörtssläktet som ingår i familjen rosväxter. Inga underarter finns listade i Catalogue of Life.